# چمن‌کاری

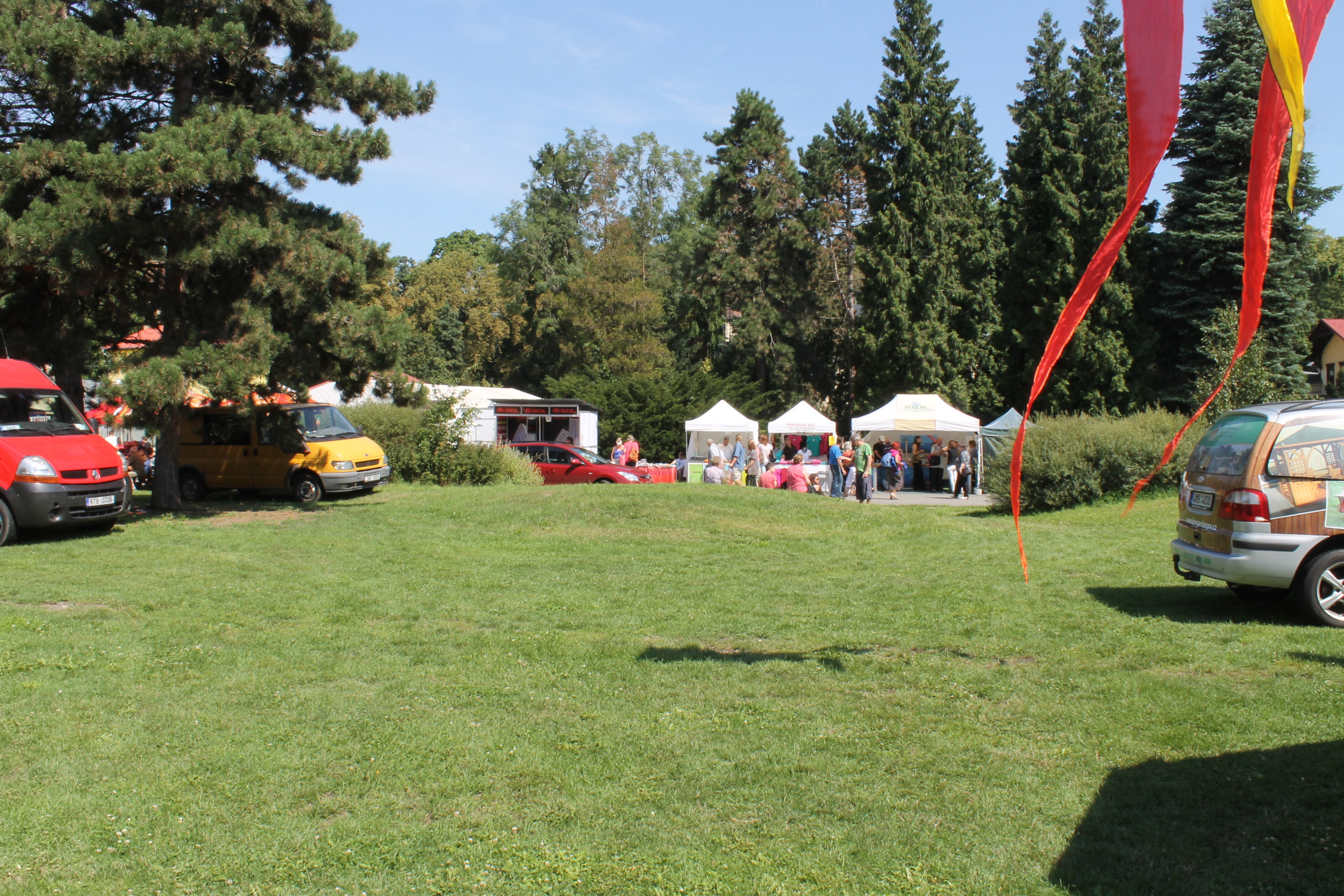

چمن‌کاری (به انگلیسی: lawn) در معماری منظر، به ناحیه‌ای گفته می‌شود که در آن علف‌هایی به منظور اهداف زیبایی شناسانه و تفریحی به کار رود. استفاده از چمن بیشتر به قصد ایجاد یک نوع فضای سبز طبیعی است.
استفاده از علف و آرایش و رسیدگی بدان به منظور رسیدن به یک چمن مطبوع تاریخ طولانی ندارد و به پیش از قرن شانزدهم میلادی نمی‌رسد. چمن نقش مهمی در ایجاد هماهنگی بین طبیعت بکر و سازه‌های ساختمانی دارد.

## تاریخچه
کاشت چمن در مقابل ساختمان‌های شخصی یا عمومی اولین‌بار در اواخر قرون وسطی در قلعه‌های اشراف فرانسوی و انگلیسی رایج شد. در روزگاری که دستگاه چمن‌زن و آب‌پاش خودکار هنوز اختراع نشده بود، کاشت و نگهداری چمن مستلزم کار زیادی بود و فقط اشراف و ثروتمندان از عهده آن برمی‌آمدند. به همین علت، کاشت چمن در آن دوران به نوعی نمادی از نجیب‌زادگی و اشرافی‌گری بود؛ به‌طوری‌که چمنِ آراسته و مرتب، بیان‌گر جایگاه و قدرت بالای صاحبِ خانه و چمن نامرتب، به‌وضوح، نشان‌دهنده اوضاع نامساعد او بود. قدم زدن در چمن در اوقات معمولی ممنوع بود و تنها در جشن‌ها و مهمانی‌های مهم مورد استفاده قرار می‌گرفت. با بروز انقلاب فرانسه و اعدام اشراف، استفاده از چمن در مقابل بناهای مهم از جمله پارلمان، دادگاه‌ها، اقامتگاه‌های سیاستمداران و… ادامه یافت.
در قرن نوزدهم، بورژوازیِ نوظهور، چمن را به عنوان نمادی از قدرت سیاسی، موقعیت اجتماعی و ثروت اقتصادی پذیرفت. در آن دوران، وکیلان، کارخانه‌داران و افراد ثروتمند از عهده مخارج نگهداری چمن برمی‌آمدند. در پی وقوع انقلاب صنعتی و اختراع دستگاه چمن‌زن و آب‌پاش خودکار، استفاده از چمن در طبقات متوسط شایع شد؛ چنان‌که ناگهان میلیون‌ها خانواده در دنیای صنعتی استطاعت کاشت و نگهداری چمن را پیدا کردند.
امروزه چمن بعد از ذرت و گندم، شایع‌ترین گیاه زراعی در آمریکاست و صنعت پرورش چمن سالانه میلیاردها دلار گردش مالی دارد.

## نگهداشت

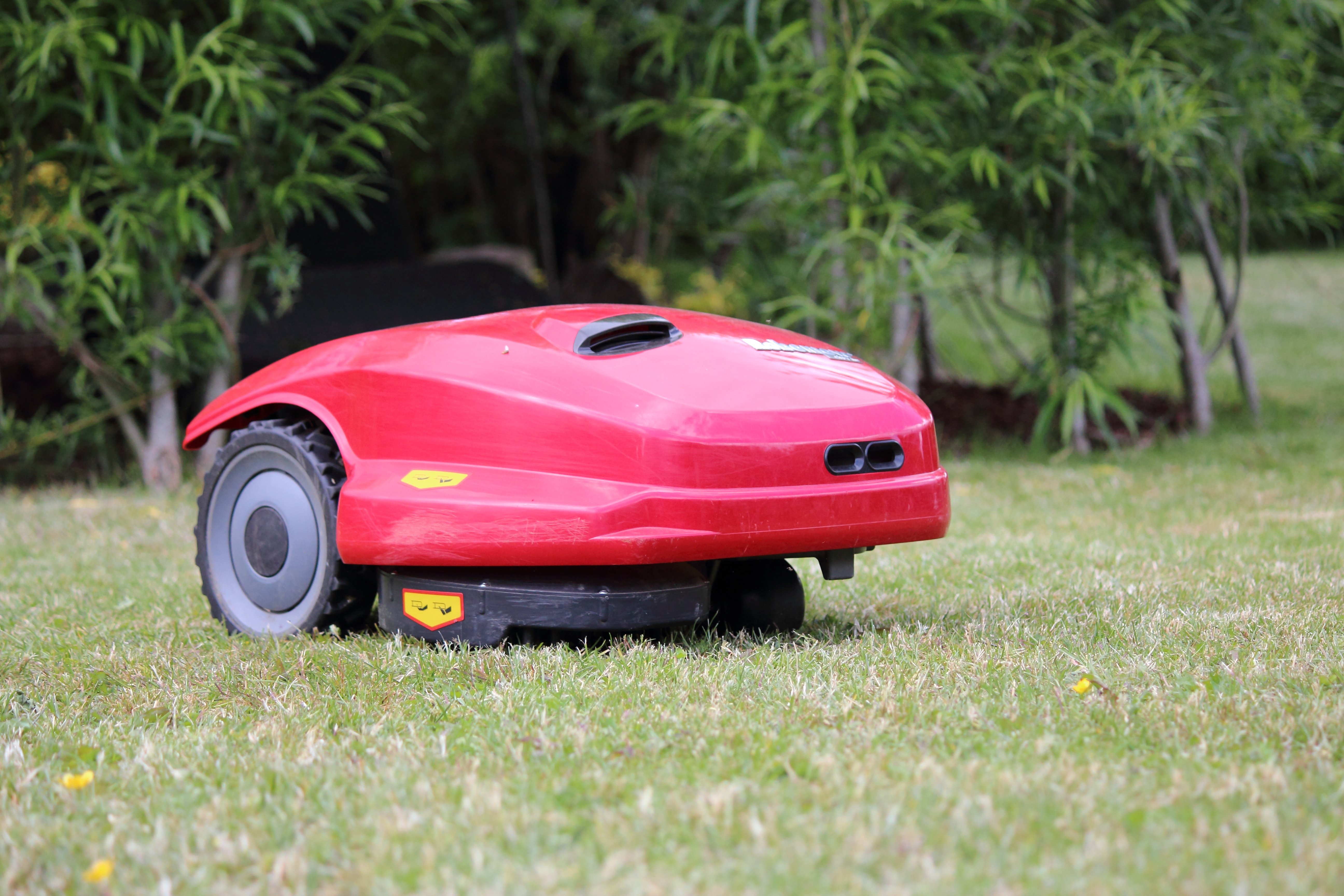
یک چمن‌زن رباتیک

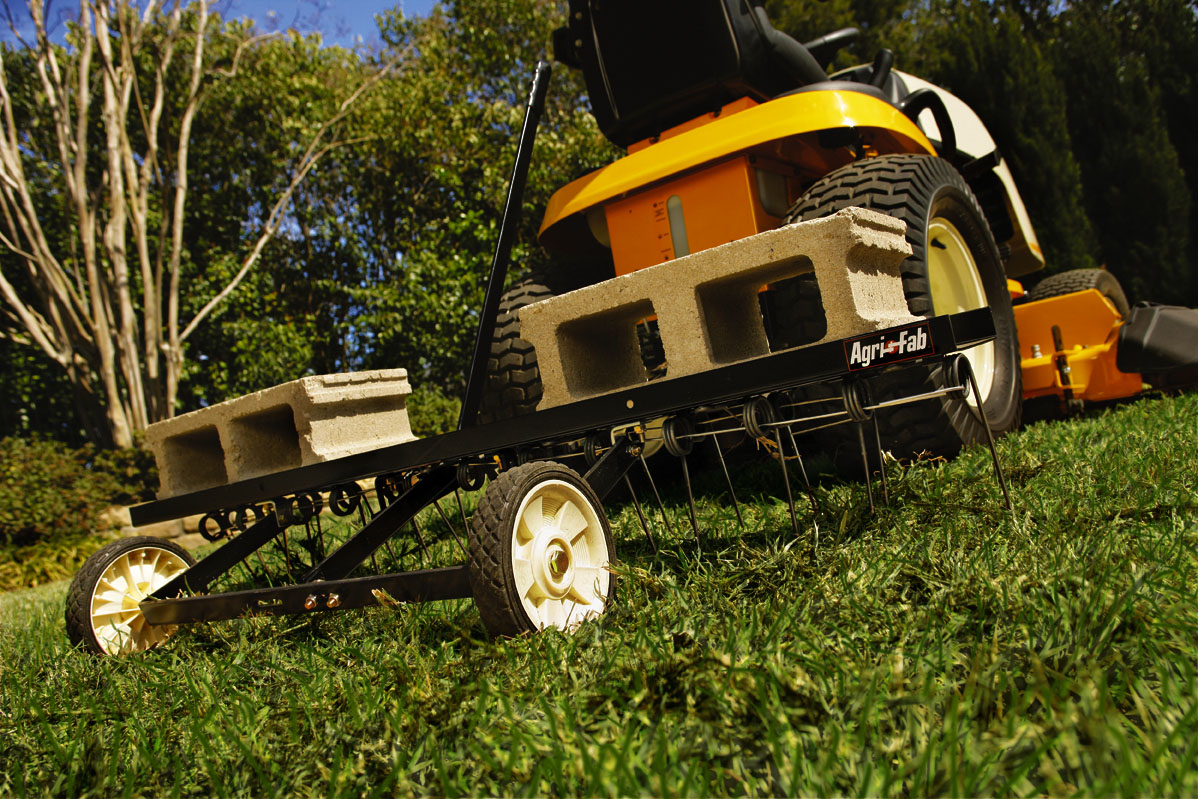
چمن‌زنی و تجزیهٔ همزمان

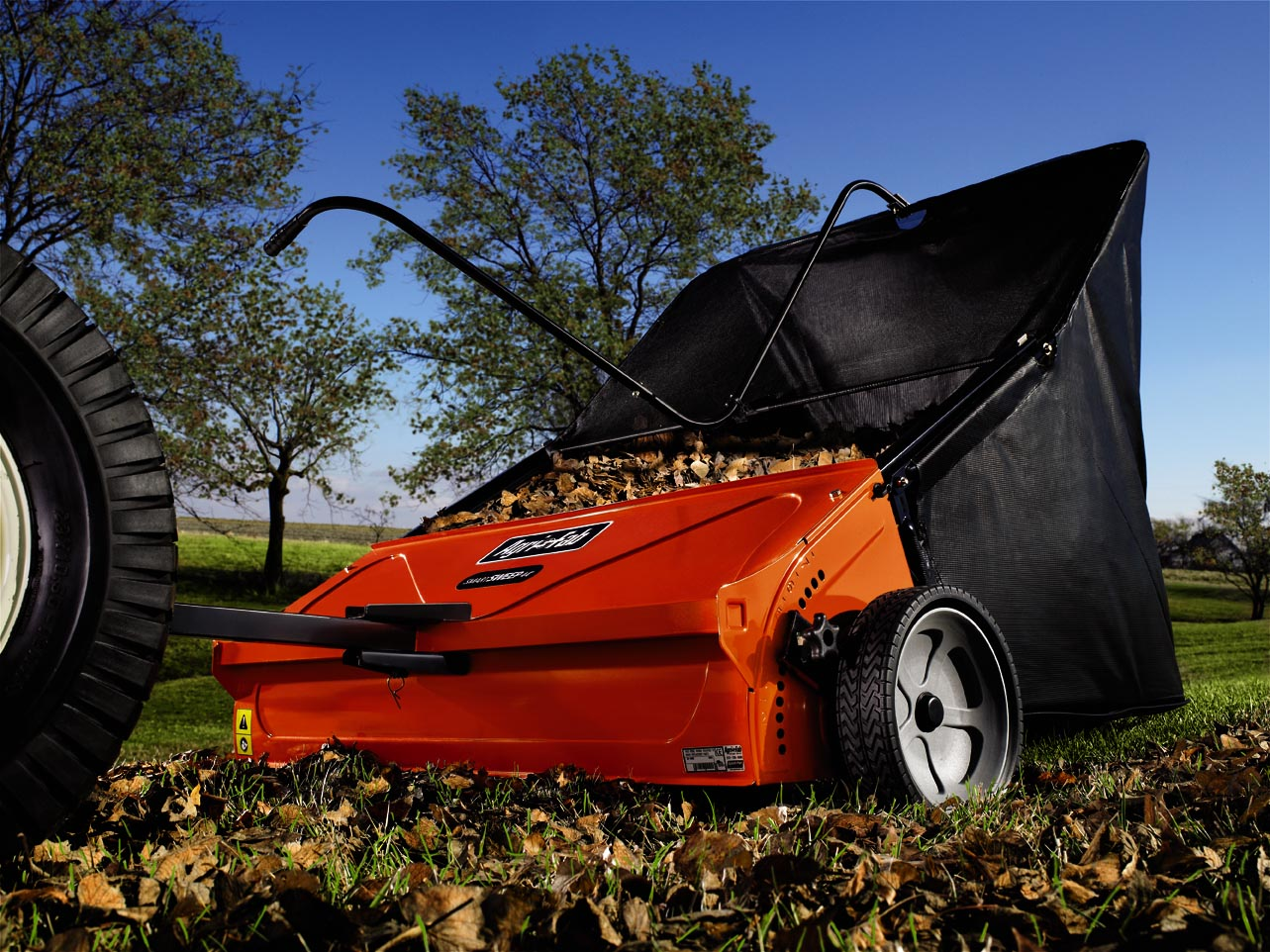
برخی ماشین‌های چمن‌زنی علاوه بر چمن نخاله‌جات را هم نظافت می‌کنند.

نگهداشت چمن‌کاری به دو صورت زبر (rough) و نرم (smooth) صورت می‌گیرد. در چمن‌کاری زبر، که با محیط زیست سازگارتر است، هر چند ماه یکبار از ماشین‌های مناسب یا حیوانات برای کوتاه‌کردن چمن استفاده می‌شود؛ مثلاً شرکت گوگل برای نگهداشت چمن‌کاری مقرش در مانتین ویو کالیفرنیا از ۲۰۰ بز استفاده می‌کند.
نگهداشت نرم چمن‌کاری، که به دلایل زیبایی‌شناختی، عملکردی، یا فشار نظیر همسایگان صورت می‌گیرد، به مراقبت منظم و برنامه‌ریزی شده نیاز دارد. در بیشتر اقلیم‌ها، نگهداشت نرم به صورت چمن‌زنی با استفاده از ماشین چمن‌زن به صورت یکبار در هفته صورت می‌گیرد. در مناطق گرم و پرباران این نوع نگهداشت ممکن است به دو بار چمن‌زنی در هفته نیاز داشته باشد.